# Buor-Jurjach (affluente della Indigirka)
Il Buor-Jurjach (in russo Буор-Юрях?) è un fiume della Russia siberiana orientale, affluente di destra della Indigirka.
Nasce dal versante nordorientale dei Monti della Moma, scorrendo con direzione mediamente settentrionale nel bassopiano di Abyj, piatto, paludoso e ricco di laghi (circa 2 000 nel bacino). La lunghezza del fiume è di 150 km, l'area del suo bacino è di 7 960 km². Sfocia nell'Indigirka a 615 km dalla foce. I maggiori affluenti sono il Mjatis e il Bërëlëch, provenienti dalla destra idrografica.
Il fiume è gelato, mediamente, nel periodo fra ottobre e maggio/primi di giugno.